# Tom Thabane
Thomas Motsoahae (Tom) Thabane (Maseru (Basutoland), 28 mei 1939) is een Lesothaanse politicus, behorend tot de Basotho. Tussen 2012 en 2015 en tussen 2017 en 2020 was hij premier van Lesotho.

## Politieke loopbaan
Thabane volgde de opleidingen Engels en politieke wetenschappen aan de Universiteit van Zuid-Afrika en studeerde af in 1964. Na zijn dienstplicht zette hij zijn eerste stappen in de politiek van Lesotho. Tijdens de regeerperiode van Joseph Leabua Jonathan (1965-1986) was hij werkzaam als staatssecretaris op verschillende terreinen, waaronder Justitie (1972-1976), Volksgezondheid (1978-1983), Buitenlandse Zaken (1983-1985) en Binnenlandse Zaken (1985-1986). Eveneens was hij actief gedurende het regime van generaal Justin Metsing Lekanya, die in 1986 na een militaire staatsgreep aan de macht kwam. Vanaf 1990 was Thabane korte tijd minister van Buitenlandse Zaken. Toen Lekanya in 1991 de macht verloor aan Elias Phisoana Ramaema, voelde Thabane zich gedwongen te vluchten naar buurland Zuid-Afrika.
Na enkele jaren in ballingschap geleefd te hebben, keerde Thabane midden jaren negentig terug naar Lesotho. De democratie was heringevoerd en hij werd van 1995 tot 1998 de politiek adviseur van premier Ntsu Mokhehle. Samen met Mokhehle en andere partijkopstukken scheidde Thabane zich in 1997 af van de Basotho Congress Party en creëerde hij de nieuwe politieke partij Lesotho Congress for Democracy (LCD). Nadat partijgenoot Pakalitha Mosisili in 1998 premier werd, bekleedde Thabane verschillende ministerschappen in diens kabinetten. Zo was hij minister van Buitenlandse Zaken (1998-2002), Binnenlandse Zaken (2002-2004) en Communicatie en Wetenschap (2004-2006).

### Premierschap
In oktober 2006 splitste Thabane zich van de LCD af en richtte hij de All Basotho Convention (ABC) op. Een aanzienlijk deel van de parlementsleden van de LCD sloot zich bij hem aan. Bij vervroegde verkiezingen in 2007 kon echter niet worden voorkomen dat premier Mosisili werd herkozen; de ABC behaalde 17 zetels en belandde in de oppositie. Vijf jaar later, bij de verkiezingen van 2012, had Thabane meer succes: dit keer wist hij Mosisili (die zich nu ook van de LCD had afgescheiden en het Democratic Congress (DC) had gevormd) buitenspel te zetten. De ABC smeedde een coalitie met de LCD en de Basotho National Party (BCP) en Thabane werd in juni van dat jaar benoemd tot minister-president. LCD-leider Mothetjoa Metsing werd vicepremier.
Binnen de regering van nationale eenheid ontstond onenigheid. Thabane vreesde voor zijn positie en besloot in juli om het parlement buitenspel te zetten. Op zaterdag 30 augustus 2014 vluchtte hij opnieuw naar buurland Zuid-Afrika, alwaar hij op de televisie sprak van een militaire coup in Lesotho: "Omdat het leger niet handelt volgens instructies van de opperbevelhebber, en dat ben ik zelf." Het leger ontkende de macht te willen grijpen. Na enkele dagen keerde Thabane, onder zware beveiliging van de Zuid-Afrikaanse en Namibische politie, terug naar zijn land. Er werden vervroegde verkiezingen uitgeroepen, die plaatsvonden in februari 2015. Thabane won er zestien zetels bij, maar slaagde er niet in opnieuw een regering te formeren. Het premierschap kwam vervolgens opnieuw in handen van Pakalitha Mosisili.
Vanwege de instabiliteit in Lesotho en uit veiligheidsoverwegingen ging Thabane, samen met andere oppositieleiders, opnieuw in ballingschap in Zuid-Afrika. Hij keerde pas terug in februari 2017 om deel te nemen aan een motie van wantrouwen tegen premier Mosisili, wiens positie verzwakt was wegens afnemende steun. De motie was succesvol en er werden opnieuw vervroegde verkiezingen uitgeschreven. Bij deze verkiezingen, gehouden op 3 juni van dat jaar, werd Mosisili overtuigend verslagen en greep Thabane opnieuw de macht. Zijn tweede periode als premier ging van start op 16 juni 2017.
Thabane stapte in mei 2020 op als minister-president. Zijn ontslag volgde op maandenlange druk vanwege de beschuldiging dat hij betrokken zou zijn bij de moord op zijn ex-vrouw in 2017. Moeketsi Majoro werd door de ABC aangewezen als zijn opvolger.